# Ole Juul (maler)
 Der er flere personer med dette navn, se Ole Juul.
Ole Juul (5. august 1852 ved Henningsvær i Vågan – 30. september 1927) var en norsk maler.
Juul var elev ved Anders Askevold i Bergen i 1873–1874 og studerede ved kunstakademiet i Düsseldorf fra 1876–1882. Da han var færdig med sin uddannelse i 1882, var de økonomiske forhold sådan, at der kun var få kunstnere som kunne ernære sig af deres kunst i Norge. Juul måtte ernære sig som fotograf og boede i mange år på Elverum.
Trondheim kunstforening var antagelig den vigtigste salgskanal Juul havde. Fra 1877 til 1898 udloddede foreningen malerier af Juul. Juul fik sit gennembrud i 1922 i en alder af 70 år gennem en stor udstilling hos Blomqvist kunsthandel i Oslo. Avisernes kunstkritikere var positive til udstillingen. Dagbladet skrev blandt andet: «en maler av et betydelig talent».
Ingen vidste imidlertid noget om maleren Juul. Juul blev så opsporet på Ørland. Årsagen til at han slog sig ned der, var at horisonten eller kimingen var hans favoritmotiv som maler. Fra Beian, Ørland, havde han udsyn til det stadig skiftende lys, hvor hav og himmel mødtes i Trondheimsfjorden og Grandevika.
Juul er også kendt for sine funklende gråtonebilleder med motiver fra strandkanten. Hans centrale motivkreds var stranden med naust, både, fiskehjell, lune viker, lange linjer og horisont. Antagelig er Juuls gråtonemalerier påvirket af den nederlandske Haagskole som var på højden, da Juul studerede. Alsidighed prægede imidlertid Juuls motivvalg og teknik.
Friluftsmaleren Juul malede realistiske billeder som giver nøjagtige oplysninger om folks liv og virke i strandkanten. Han var bevidst om, at han var friluftsmaler af natur og beklagede at akademiuddannelsen i Düsseldorf havde lagt vægt på ateliermaling. Det er sagt at Juuls form var den impressionistiske skitse. Han opfattede motiverne naturalistisk og mange billeder viser friskhed udtrykt gennem lette, sikre og flydende strøg. Som de fleste malere havde han ofte vanskelighed med at overføre denne friskhed til de store atelierbilledene.
Kunsthistorikeren professor Carl W. Schnitler gav denne vurdering af Juul i en biografisk artikel i 1926: «Hans utførte bilder virker nøkterne, men hans studier og skisser er overordentlig friske og bredt malt og inspirert av en levende naturfølelse. Selv om bildene viser tegn til påvirkning fra Düsseldorferskolen, så er de likevel samtidig helt personlig utviklet og av svært betydelig kvalitet.»
Juul malede i ensomhed i mange år. Han holdt sig imidlertid orienteret om udviklingen indenfor malerkunsten og var selv i udvikling gennem hele livet. Juul døde den 30. september 1927 og er begravet på kirkegården i Kabelvåg ved Lofotkatedralen.